# Championnat du Mexique de football de cinquième division
Le championnat du Mexique de football de cinquième division, aussi appelé Tercera División, est le cinquième tournoi de football professionnel mexicains le plus important du pays. Il a été créé en 2008 et se joue contrairement aux autres divisions sous la forme d'un seul tournoi annuel.

## Évolution du règlement
Le nombre d'équipes n'a pas cessé de varier au cours des saisons et des différentes promotions, rétrogradations, disparitions, invitations et liguillas promotionnelles, pour se stabiliser à 216 équipes.

### LaLiguilla
Actuellement, le championnat est composé de 216 équipes divisé en quatorze groupes régionaux, les cinq meilleures équipes de chaque groupe sont qualifiées pour la Liguilla.
Si à la fin de la phase de groupe, deux équipes ont le même nombre de points, elles sont départagées grâce aux critères suivants :
- La meilleure différence de buts.
- La meilleure attaque.
- La différence de but particulière.
- Le plus grand nombre de buts marqués à l'extérieur.
- Le tirage au sort.

La Liguilla se compose ensuite de matchs aller-retour allant des trente-deuxième de finale à la finale. En cas d'égalité des prolongations sont organisées et si nécessaire une séance de tirs au but a lieu.

## Palmarès
| Saison                 | Vainqueur                    | Score | Finaliste                   | Meilleur buteur |
| Championnat Saisonnier |                              |       |                             |                 |
| 2008-09                | Héroes de Caborca            |       | Cruz Azul Xochimilco        |                 |
| 2009-10                | Patriotas de Córdoba FC (es) |       | CFS Manzanillo (es)         |                 |
| 2010-11                | Vaqueros de Ixtlán (es)      |       | Santos Casino               |                 |
| 2011-12                | Real Cuautitlán              |       | Calor de Gómez Palacio (es) |                 |
| 2012-13                | Poblado Miguel Alemán FC     |       | CP Tecamachalco (es) rés.   |                 |
| 2013-14                | Tuzos Pachuca                | 8-2   | Real Zamora                 |                 |
| 2014-15                |                              | -     |                             |                 |

## Bilans
| Équipe                       | Victoires |
| Héroes de Caborca            | 1 (2009)  |
| Patriotas de Córdoba FC (es) | 1 (2010)  |
| Vaqueros de Ixtlán (es)      | 1 (2011)  |
| Real Cuautitlán              | 1 (2012)  |
| Poblado Miguel Alemán FC     | 1 (2013)  |
| Tuzos Pachuca                | 1 (2014)  |

| États          | Victoires |
| Sonora         | 2         |
| Jalisco        | 1         |
| Veracruz       | 1         |
| Hidalgo        | 1         |
| État de Mexico | 1         |